# Masakiella
Masakiella, monotipski rod crvenih algi iz potporodice Corallinoideae, dio porodice Corallinaceae. Rod je opisan 2007. a jedina vrsta je M. bossiellae s Ruskog dalekog istoka (Japansko more).

## Sinonimi
- Masakia bossiellae Kloczcova 1987